# سید محمدعلی ایازی
سید محمدعلی ایازی (متولد ۱۳۳۳ خورشیدی) قرآن پژوه معاصر، مجتهد شیعه و استادیار دانشکدهٔ حقوق، الهیات و علوم سیاسی دانشگاه آزاد اسلامی واحد علوم و تحقیقات تهران است. در سال ۱۳۷۷ در ششمین دوره خادمان نشر قرآن کریم، به دلیل تلاش در گسترش پژوهش‌های قرآنی و تألیفات بسیار در حوزهٔ قرآن‌پژوهی وی به نام خادم قرآن برگزیده شد و مورد تقدیر قرار گرفت.
وی عضو شورای مرکزی مجمع مدرسین و محققین حوزه علمیه قم است.

## تحصیلات
ایازی تحصیلات حوزوی خود را از سال ۱۳۴۷ از حوزهٔ علمیهٔ مشهد آغاز کرد و پس از گذراندن دروس سطح وارد حوزهٔ علمیهٔ قم شد. وی از درس استادانی چون محقق داماد، فاضل، ستوده، صلواتی و سلطانی بهره گرفت و در درس خارج فقه و اصول حسین وحید خراسانی، سیدموسی شبیری زنجانی، محمدفاضل لنکرانی، حسینعلی منتظری و جواد تبریزی حاضر شد. فلسفه و عرفان را از حسن حسن‌زادهٔ آملی، عبدالله جوادی آملی و سید جلال‌الدین آشتیانی فراگرفت. همچنین از درس تفسیر خزعلی بهره گرفت و در درس فلسفه جامعه و تاریخ از دیدگاه قرآن مرتضی مطهری شرکت داشت و در کارهای تحقیقاتی با این وی در سال ۱۳۵۵ تا ۱۳۵۷ همکاری داشت.

## کتاب‌ها
عمده نگارش‌ها و فعالیت‌های پژوهشی سید محمد علی ایازی در حوزه علوم قرآن و تفسیر است. مقالات زیادی از وی در نشریات علمی به چاپ رسید است. برخی از کتاب‌هایی که تا کنون از سید محمدعلی ایازی منتشر شده‌است عبارت‌اند از:
- المفسرون حیاتهم و منهجهم
- سیر تطور تفاسیر شیعه
- قلمرو اجرای شریعت در حکومت دینی
- کاوشی در تاریخ جمع قرآن
- چهرهٔ پیوستهٔ قرآن
- قرآن و فرهنگ زمانه
- قرآن و تفسیر عصری
- آزادی در قرآن
- تفسیر قرآن برگرفته از آثار سیدروح الله خمینی (۵ جلد)
- جامعیت قرآن
- روش قرآن در بیان عقائد
- فقه‌پژوهی قرآن: درآمدی بر مبانی نظری آیات‌الاحکام
- قرآن اثری جاویدان